# Ronnie Raymond (Firestorm)
Ronald "Ronnie" Raymond (Firestorm) es un personaje que aparece en los cómics publicados por DC Comics. Es uno de varios personajes llamados Firestorm, normalmente fusionados con Martin Stein o Jason Rusch. Apareció por primera vez en Firestorm, El Hombre Nuclear #1 (en marzo de 1978), y fue creado por el escritor Gerry Conway y el artista Al Milgrom.
Ronnie Raymond ha hecho varias apariciones en medios relacionados con DC, como The Flash, en el que es interpretado por Robbie Amell.

## Historia del personaje: Historia de la Publicación
La primera serie sobre el primer Firestorm apenas llevaba publicados 5 números cuando hubo que cancelarla abruptamente debido al recorte presupuestario que sufrió la editorial DC Comics (llamado la "implosión de DC Comics") apenas había abarcado una serie de 5 números (dicha serie abarcaba una primera parte de una historia de múltiples temáticas) y en el último en ser distribuida, lo cual hizo que no saliera el # 6, que se incluyó dentro de los cómics que abarcaban la colección Cavalcade. Conway, el primer escritor de Firestorm, lo añadió a la lista de miembros de la Liga de la Justicia de América. Esto llevó a una serie de historias de 8 páginas al final de cada historia de la serie de Flash (con los dibujos de George Pérez) y permitió un renacimiento de una serie mensual para Firestorm en 1982. Esta serie se titularía, como La Furia de Firestorm (más tarde renombrada como Firestorm: el Hombre Nuclear) se publicó entre desde 1982 hasta 1990. Este título fue protagonizado Ronnie Raymond y su eventual sucesor,  Jason Rusch, Desde 2011 regresaría dicha serie bajo el nombre de La Furia de Firestorm, Los Hombres Nucleares: esta serie en curso está escrita por Gail Simone y Ethan Van Sciver y la dibuja Yildiray Cinar.
En Firestorm, El Hombre Nuclear #1 (del mes de marzo de 1978) Ronnie Raymond es el personaje al que el profesor Martin Stein se refiere por primera vez como "Ronald": más tarde Raymond se presenta ante Doreen Day y Clifford Carmichael como Ronnie, mientras que el doctor Martin Stein siempre se refirió a él como Ronald pese a que todo el mundo lo llama Ronnie. En la serie biográfica de "Quién es quién en el Universo DC # 8". su nombre aparece como Ronald (Ronnie) Raymond, originalmente llevando el nombre completo de Rockwell Ronald. El mismo patrón sigue dicha tendencia en el volumen 2 de Firestorm, hasta que John Ostrander toma el relevo con la La Furia de Firestorm # 58 y continuando hasta su edición final de la serie en el #100, y en donde se refieren a él como Ronald o Ron con excepción de sus familiares y amigos. En la actualización de Quién es quién en el Universo DC #1 de 1988 aquí también aparece como Ronald (Ronnie) Raymond.
En el Quién es quién en el Universo DC # 10 Martin Stein está catalogado como Firestorm, y pero para el personaje de Ronnie aquí se refiere a Ronald como "Ron Raymond".  En Extreme Justice # 4 y después de varias aventuras se refieren a él como el supermodelo conocido como "Ron Ray". En Firestorm vol. 3 #6 y en ediciones posteriores se refieren a él como Ronnie Raymond. Más recientemente, la Enciclopedia de DC Comics lo llama simplemente Ronnie Raymond.

## Biografía del carácter ficticio

### La etapa Ronnie Raymond / Martin Stein
El Firestorm original se distinguió por su doble identidad fusionada. El estudiante de secundaria Ronnie Raymond y el ganador del Premio Nobel el físico Martin Stein se vieron atrapados en un accidente nuclear que hizo que se fusionaran sus moléculas convirtiéndolos en Firestorm, "Hombre Nuclear. Durante el accidente, la parte fusionada del profesor Martin Stein se convirtió en el ser consiente de Firestorm, en cambio, con Ronnie se encarga de la parte física de Firestorm, siendo el profesor Stein la voz de la razón dentro de su mente. Las bromas entre los dos fueron un sello distintivo de sus aventuras.
Después del accidente que creó a Firestorm, tuvo a su cargo la defensa de la ciudad de Nueva York de amenazas como su mayor archienemigo conocido como Múltiplex (creado en el mismo accidente nuclear que creó a Firestorm) y a su otra archienemiga, Killer Frost. La serie que se venía publicando en 1982 inició con un adolescente Ronnie que tuvo que adaptarse a su papel como superhéroe, en donde se describían algunas historias sobre su recién adquiridos poderes y luego se adentraría en el tema de la carrera de armamentista nuclear y el papel de Firestorm como un Elemental. Esta parte de la historia de Firestorm fue escrita originalmente por Conway y dibujada principalmente por Pat Broderick y  Rafael Kayanan, siendo esta parte de la serie de La Furia de Firestorm; esta historia poco a poco desarrolló la vida de Raymond y del doctor Stein, haciendo de las historias de Ronnie relacionadas con su vida adolescente en la escuela secundaria, hasta la graduación, mientras que la del científico la enfocaron hacia la vida fuera del laboratorio. Un segundo héroe nuclear, Firehawk, se incluyó como la novia de Ronnie Raymond en la serie de Firestorm de 1984. La serie también intentó dar un sentido a la diversión, algo que Conway sintió que faltaba al igual que había hecho en su época con los cómics de Spider-Man en marvel: por ejemplo, intentó personalizar las bromas entre Ronnie Raymond y el profesor Stein. Tras graduarse de la preparatoria, Raymond entró en la universidad de Pittsburgh , donde Stein había sido contratado como profesor. En otras palabras, trataron de meter elementos que quizá pudieron ser inspirados o no como el cliché de la relación de Marty McFly y el profesor Brown de la película Back to the Future.
Entre la extensa y olvidada lista de enemigos de Firestorm figuran el General Hyena, Zuggernaut, Typhoon, Silver Deer y Black Bison. Una archienemiga de Firestorm, Plastique, que más tarde desempeñaría un papel importante en la revista de DC Comics del Capitán Atom, que más tarde se reformaría y se casaría con Atom. También lucharía contra su más innegable enemiga, Killer Frost, obligada por el Psicopirata para caer enamorada de Ronnie el evento de la Crisis en Tierras Infinitas.

### La etapa Ronnie Raymond / Martin Stein / Mikhail Arkadin
En 1986, Conway salió precipitadamente de la serie, y John Ostrander (con el artista Joe Brozowski) tomó las riendas. Ostrander, un escritor políticamente más consciente, intentó hacer a Firestorm mucho más importante para el mundo y mucho más valiente. En su primera historia importante Ostrander puso a enfrentar a Firestorm contra el mundo, como el héroe que realmente es, ahora mostrando a un muy enfermo profesor Stein con una enfermedad terminal, donde incluso llegó a tocar la temática internacional como el tema de pedirles los jefes máximos de los Estados Unidos y la Unión Soviética de reducir o eliminar toda arma nuclear en el mundo, (una historia que vinculaba la época en la cual reflejaba el mundo real ante los inminentes cambios que se avecinaban, como la firma de tratados de no proliferación de armas nucleares y la desintegración de la URSS, el Programa de Guerra de las Galaxias y la eventual tensión entre los EE. UU. y la URSS, hasta la caída del comunismo como influencia para dicha historia acaecida hasta 1986.
Tras haber luchado junto con la Liga de la Justicia y a la mayor parte de sus enemigos, Firestorm se enfrentó a su contraparte rusa llamada Pozhar[cita requerida] en el desierto de Nevada, donde había una bomba atómica que había sido arrojada sobre ellos. Cuando se disipó el humo, había aparecido un nuevo y completo Firestorm, que estaba formado por la fusión de moléculas y átomos formadas por Raymond y el superhéroe ruso, Mikhail Arkadin (como era su identidad civil de Pozhar como el superhéroe de la contraparte rusa), pero controlando la mente sin cuerpo de un amnésico profesor Stein. Las historias con esta versión del héroe eran de un carácter fuertemente político, con una buena sobredosis de acción teniendo sus aventuras en el Moscú de finales del comunismo.

### Fuego elemental
El Firestorm formado por Raymond / Arkadin había demostrado ser parte de una fase en transición, como en lo publicado en la serie para el año de 989, el escritor John Ostrander le había cambiado fundamentalmente carácter de Firestorm, al revelar que Firestorm era la representación del "Fuego Elemental". Siguiendo el ejemplo de las historias que surgieron del hilo de Alan Moore, como cuando publicó las historias en Swamp Thing (sobre que la criatura representaba a la Tierra como uno de los elementales); entonces Firestorm ahora se convertiría en un defensor del medio ambiente, por lo cual decidió hacer una cruzada ambiental, principalmente una causa iniciada por Raymond, Arkadin, y una versión de la copia soviética de Pozhar, pero con una mente nueva. El profesor Stein ya no formaba parte del compuesto en absoluto aunque seguía desempeñando un papel secundario, pero la atención se centró un carácter radicalmente diferente. Un nuevo artista, Tom Mandrake, asumió la labor de crear una nueva imagen para que coincidiera con el personaje principal. Fue durante esta parte de la historia cuando Firestorm conoció y tuvo una fuerte amistad con Shango y Orishas, los dioses de los elementales africanos. También se reunió con la deidad principal del elemento fuego junto a Shango y el hermano de Obatala, el Lord del White Cloth. En esta historia fue donde también tuvo que conocer a la entidad Shadowstorm que aparecía por primera vez. Por centésima edición de la serie, Stein se enteró de que estaba destinado a ser una vez más parte del el fuego elemental de la verdad y habría sido si no fuera porque Raymond también estaba ahí por las circunstancias. Mientras que Raymond y Arkadin fueron devueltos a sus antiguas vidas, y Stein, ahora convertido en el nuevo Firestorm, fue exiliado accidentalmente al espacio profundo cuando intentaba salvar la Tierra. A partir de entonces pasó muchos años viajando por el espacio como un vagabundo, regresando a la Tierra en sólo dos ocasiones: durante los sucesos de La Guerra de los Dioses, y de nuevo en Extreme Justice # 5, donde Stein y Ronnie Raymond se habían curado de su leucemia y permitió a Raymond conservar la identidad original como Firestorm en su propia persona.
Después de la transición como Firestorm Elemental, todos los personajes principales de la serie desaparecieron de los cómics desde hace un tiempo posterior a la cancelación de la serie de Firestorm en 1990 (a excepción del caso que se explicó en su breve cameo en el crossover de La Guerra de los Dioses). Raymond finalmente regresaría en las páginas del spin-of de la JLA, Extreme Justice como se mencionaba arriba. Raymond, quien en ese momento estaba recibiendo tratamiento para una terrible leucemia debido a las consecuencias de los poderes como efecto secundario causados por el ente de Firestorm, recuperaría finalmente sus poderes originales tras una sesión de quimioterapia. Tomó el poder combinado de la Liga de la Justicia, que en ese entonces era dirigida por el Capitán Atom, y Firestorm volviendo a ser una vez más un ser elemental para restaurar la salud de Ronnie. Firestorm comenzó a aparecer regularmente en una serie de títulos de DC, aunque careciendo de la orientación y el conocimiento necesarios para usar sus habilidades de manera prudente. Jugaría un papel en varios crossovers de toda la editorial DC y, en 2002, regresó al servicio activo con la Liga de la Justicia y también reapareció brevemente en la miniserie de Kurt Busiek Heroes for Hire de la compañía Power Company.

### JLA
Después de que la Liga de la Justicia de América había viajado 3.000 años al pasado para Aquaman que había estado perdido en el tiempo junto al pueblo atlante, Batman reúne una nueva Liga de la Justicia para ser los protectores sustitutos de la Tierra, mientras que la Liga de la Justicia de América se había ido. Firestorm fue uno de los nueve héroes elegidos por Batman para ser miembros de esta nueva Liga de la Justicia. Después de que la Liga de la Justicia de América regresase al tiempo presente, dicha alineación de la liga sustituta es disuelta. Sin embargo, varios miembros de la nueva Liga de la Justicia, incluyendo a Firestorm, tuvieron una la opción de poderse unir a la formación titular de la Liga de la Justicia de América del momento. Mientras que fue miembro de la JLA, Raymond actuó como el miembro joven del equipo y estuvo en constante cuidado de no molestar a sus compañeros de equipo y de no cometer errores en batalla, afirmando verbalmente que varias veces que él tuvo miedo de perder su posición. Mientras que en la Liga, Ronnie desarrolló una estrecha amistad con Manitou Dawn mientras él estuvo tratando de enseñarle el idioma inglés.

### Muerte
Posteriormente, Raymond fue asesinado durante la miniserie limitada Crisis de Identidad. Se puso de manifiesto en el #5 de la Crisis de Identidad y en Firestorm (vol. 3) # 6, que durante una batalla con un villano llamado Shadow Thief, Raymond fue empalado por la espada de Shining Knight que el mismo Shadow Thief había robado. La espada mágica rompió el campo de contención de la estructura que protegía el cuerpo del hombre nuclear, lo que resultó en que el cuerpo de Firestorm hiciera explosión y su esencia residual fuese canalizada al cuerpo de Jason Rusch, un joven estudiante afroamericano convirtiéndole en el nuevo huésped Matriz de Firestorm. Su nombre apareció póstumamente en la pizarra de Rip Hunter en Booster Gold (vol. 2) # 1 como si fuese una fórmula matemática la que aparece una inscripción que dice: Ronnie Raymond + X = Firestorm.

### Blackest Night
Durante los eventos de la saga La Noche más Oscura, Ronnie Raymond es invocado por un anillo de poder negro para unirse a los Black Lantern Corps. En la edición siguiente, su cadáver es reanimado y se le aparece frente a Barry Allen y a Hal Jordan junto con Hawkman, Hawkgirl, el Elongated Man, Sue Dibny y J'onn J'onzz. Luego ataca a Jason Rusch (el Firestorm del momento), absorbiéndolo en su propia versión de la matriz de Firestorm, al cual se hace llamar Deathstorm. Luego, utilizando las capacidades únicas de Jason, volviendo a Gehenna en sal de mesa, al mismo tiempo que rasga su corazón con una sonrisa. Firestorm, usando su matriz para absorber la ira debido a la muerte de Gehenna, que ha sido absorbida de Jason, proporcionándole energía a la batería negra de poder con muchas más emociones, por lo cual, en ese mismo momento ataca a Barry Allen y sus aliados, en el satélite de la Liga de la Justicia. Jason brevemente intenta tomar el control de manera temporal, permitiéndole a los héroes para que pudiesen escapar. Al recuperar el control, Ronnie procede a absorber la fuerza de voluntad de Jason Rusch. Al igual que otros Black Lanterns, el zombi de Firestorm imita la personalidad de Ronnie Raymond, a menudo arrogante, y demostrando los típicos comportamientos estereotípicos de los adolescentes En la batalla final contra Nekron, Ronnie es restaurada su vida junto a la de Jason, separándose de la matriz de Firestorm. Ronnie en ese momento queda muy confundido, preguntándole a Atom en donde está el profesor Stein, mientras que Jason está molesto con Ronnie haber matado a Gehena. Ronnie, sin embargo, al parecer no tiene memoria de lo que ha hecho.

### El día más Brillante
En la macroserie de 25 Números que conformó El día más Brillante, Ronnie, que recientemente había sido revivido por le entidad de la Luz Blanca de la Vida, aún vestido con ropa su casual que llevaba previamente, llega al apartamento de Jason con el Profesor Stein y Ray Palmer para asistir al funeral de Gehena. Stein y Palmer fueron a hablar con Ron sobre por qué no podía recordar nada de su muerte a manos de Shadow Thief. Mientras que los dos hablan sobre trámites jurídicos requeridos de Ronnie para anular su estado de defunción, Ron trata de conversar con Jason ofreciéndole una disculpa sobre el asesinato de Gehena. Jason se niega a aceptarlo, diciéndole a Ronnie que le obligó a ser cómplice de la muerte de su novia, y que probablemente que ni siquiera el recuerda su nombre. Cuando Ronnie es realmente incapaz de recordar el nombre de Gehena, Jason arremete con rabia y lo golpea en la cara. Ya en plena pelea, hace que ambos se fusionen entre sí invocando una vez más la Matriz de Firestorm, y empiezan a discutir dentro propia matriz, mientras que Palmer se transforma en Atom con el fin de ayudarlos a separarse, Palmer logra separar a Jason y Ronnie, pero no antes de que la matriz de Firestorm cause una gran explosión, causando serios daños traumáticos en todo el laboratorio del profesor Stein. Mientras este se recuperaba en el hospital, Stein le explica Ronnie, que por ahora es muy peligroso que se fusione en la matriz de Firestorm de nuevo. Además, se revela que Ronnie, tras dejar el hospital rápidamente y ser amenazado por el padre de Jason de que se mantuviese alejado de Jason, y al parecer resulta mintiéndoles a todos, así como empieza a recordar perfectamente como terminó accidentalmente matando a Gehenna bajo los efectos de haber sido un Black Lantern.
Peor aún, algún tiempo después de la contundente separación, después de una siesta en la cual se preparaba para un partido, cuando una voz previamente oída lo despierta - aparece una reconstrucción monstruosa de Gehena, hecha totalmente de sal, que procede a atacarle, mofándose de él a recuerdo su nombre, mientras ella irrumpe y habla con el antes de matarlo, Ronnie queda en ese momento cubierto de sal. Poco tiempo después, siguiendo con sus mentiras, y siguiendo su proceso de recuperación de los efectos de los Black Lantern, junto a Jason de nuevo unen sus fuerzas para ayudar a los trabajadores de una construcción que está en peligro de derrumbarse, cuando varias vigas en el lugar empiezan a debilitarse sin previo aviso debido a una especie de derretimiento que causa un efecto goma de mascar. Esta vez, vuelven a escuchar la voz misteriosa burlándose de ellos, y Ronnie acepta que empezó a recordar que mató a Gehena, y se dan cuenta de algo más oscuro se esconde dentro de la Matriz de Firestorm.
Como Firestorm , Ronnie Jason visitan al profesor Stein en un intento por averiguar qué les está pasando. Stein les revela que el Black Lantern de Firestorm  todavía existe dentro de la Matriz. La Entity le dijo a Firestorm  que tenían que aparender del el uno del otro y que ellos mismos tenían que derrotar al Black Lantern de Firestorm antes de que este intente destruir la Entidad. De alguna manera, Jason y Ronnie deciden que unirse para luchar. Tras realizar una serie de pruebas para deducir cuales son  ahora las nuevas habilidades de Firestorm, el profesor Stein revela el origen de la matriz de Firestorm. Stein cree que durante el experimento inicial (cuando Stein se había fusionado por primera vez dentro de la matriz) pudo captar la primera chispa que precedió al Big Bang que creó el universo y que si ambos continúan experimentando un desequilibrio emocional, puede que aumente la probabilidad de provocar un nuevo Big Bang. Stein les dice a Jason y a Ronnie que juntos son el ser más peligroso del universo. Después de explicar esto a los chicos, la voz interior intenta hablar de nuevo. Declarando que no es la matriz, un par de manos negras se extienden desde el interior de Firestorm. Los dos intentan separarse forzosamente para evitar ser arrastrados por la oscura criatura que los llama para formar la matriz de Firestorm: en ese momento hace acto de presencia el Black Lantern Firestorm que se interpone entre ellos, por separado, tanto Ronnie como a Jason, el cual se les presenta como "Deathstorm". También hay que resaltar que Deathstorm no aparece usar un anillo negro.
Deathstorm revela su plan a Stein, declarando su intención de crear una inestabilidad emocional suficiente entre Ronnie y Jason para que la matriz dé lugar a otro Big Bang cumpliendo así el objetivo del Black Lantern Corps: la destrucción de toda la vida en el universo. Con el fin de ayudar a lograr este objetivo, Deathstorm absorbe la mente de Stein con el fin de utilizar sus conocimientos de Ronnie en su contra, y luego, torturando a Jason, Deathstorm trae a su padre, Alvin Rusch, al laboratorio y lo absorbe también. En el momento que se aleja volando Deathstorm, llama a Ronnie y Jason (que por ahora se han vuelto a fusionar para traer de nuevo la matriz de Firestorm) para que les siga. Deathstorm les lleva a Silver City, Nuevo México el lugar de descanso de la batería de la linterna de energía central blanca. Deathstorm intenta levantar la batería, pero no puede hasta que se infecta con energía negra, después de que él es capaz de levantarla con facilidad.
Tras amenazar con destruir la batería de la linterna blanca y evitar así que Ronnie y Jason vuelvan a vivir normalmente, la voz que los atrajo les dice que no lo hagan. La voz, que al parecer está recogiendo todas las entidades emocionales, le ordena traer la Batería Central de Poder de la Linterna blanca a la voz, así como un ejército, en la que Deathstorm está a punto de traer de nuevo las versiones de Black Lanterns del Profesor Zoom, Maxwell Lord, Hawk, Jade, el Capitán Boomerang, el Detective Marciano, de Aquaman, de Hawkman, Hawkgirl, Deadman y Osiris.
Deathstorm y los Black Lanterns entonces son teletransportados a un lugar desconocido, Firestorm, junto a Jason y Ronnie en última instancia, intentar buscar la ayuda de la Liga de la Justicia. Firestorm llega a la Sala de Justicia para pedir ayuda. Firestorm es aislado en una cámara de contención, mientras que la Liga busca una forma de estabilizar la energía. Sin embargo, una discusión interna entre Ronnie y Jason se recrudece, al parecer como resultado del intento de destrucción del universo. Ronnie y Jason rápidamente son advertidos, después de haber derrotado a un enjambre de demonios sombra, y que el universo no fue realmente destruido como ellos pensaban, pero que fueron transportados a la realidad del universo de anti-materia. Ahí estarían en contacto con la entidad quien se revela ante ellos y que además, aparece el White Lantern Boston Brand Deadman, que aún no ha encontrado a la persona indicada para cumplir la labor del portador de la Luz Blanca, pero la entidad blanca les encarga la misión a Firestorm de proteger a la Entidad. Mientras tanto, Deathstorm y sus Black Lanterns aparecen en Qward tratando de entregar la batería de poder Blanca a alguien. Y resulta que ese alguien es el Antimonitor, que trata de absorber el poder vital que reside dentro de la linterna blanca para volverse más poderoso que nunca. Entonces Firestorm toma la linterna blanca e intenta al mismo tiempo lucha contra el Antimonitor, siendo eventualmente derrotado. Deathstorm entonces extrae el profesor Stein de su matriz para mofarse de ambos. Deathstorm entonces, intenta a su vez que Ronnie tome el control para separarse de la matriz, pero el profesor entonces por tratar de evitarlo, se lleva la peor parte del ataque. Enfurecido, Ronnie decide por fin trabajar verdaderamente junto a Jason para vengar al profesor. La entidad, entonces declara que Ronnie ha cumplido su misión, y esta le devuelve la vida provocando una explosión de energía blanca que elimina a los Black Lanterns, entonces el padre de Jason regresa su casa, y Firestorm es transportado a los bosques de Star City. Ronnie airadamente intenta hacer que la Entidad resucite el profesor, pero es rechazado. Deadman entonces llega, exigiendo que le diera la Linterna Blanca.
Cuando el Dark Avatar, hizo notar su presencia, Firestorm recordando su pasado como uno de los elementales. Ronnie Raymond entonces es transformado por la entidad para convertirse de nuevo en el elemental del fuego todo para ayudar a proteger a bosque de Star City del Dark Avatar, que resulta siendo la versión de Black Lantern de la La Cosa del Pantano. Los elementales se fusionan con el cuerpo Alec Holland con el fin de que la Entidad vuelva a transformarlo en la Cosa del Pantano y luche contra el Dark Avatar. Después de que el Dark Avatar es derrotado, La Cosa del Pantano trajo de nuevo a Firestorm a la normalidad. Después, Ronnie y Jason deben encontrar una manera para contener la matriz Firestorm de una inminente explosión en menos de noventa días.

## Los nuevos 52 del Reinicio del Universo DC
Tras los acontecimientos de la saga Flashpoint, la realidad es alterada de modo que la historia personal de Firestorm es completamente renovada. Ronnie se está adaptando a la una escuela preparatoria siendo este el capitán del equipo de fútbol. Durante un ataque terrorista en su escuela, compañero de Ronnie, Jason Rusch produce un aparato especial que le dio el profesor Stein, que contiene la "partícula de Dios", una de las creaciones de Stein. La partícula de Dios puede transformar tanto Jason y Ronnie en Firestorm, y los dos adolescentes al inicio tienen una breve discusión entre sí antes de su fusión accidental en una criatura descomunal conocida como la Furia.

## Poderes y habilidades
Firestorm tiene la capacidad de reorganizar la estructura atómica y subatómica de la materia, reordenando las partículas subatómicas para crear objetos de diferentes características atómicas de igual, menor o superior en masa. No sólo puede cambiar la composición atómica de un objeto (por ejemplo, transmutar el plomo en oro de igual masa), pero también puede cambiar su forma. No puede, sin embargo, afectar la materia orgánica. Si lo llega a hacer puede ser muy doloroso, incluso mortal, al retroalimentar el proceso. Esta limitación orgánica no sólo se extiende a la persona que lo realiza, sino como este puede intentar cambiarla a voluntad, permitiéndole regenerar los tejidos, cambiar de forma, y para poder sobrevivir indefinidamente sin comida, agua y aire. Al igual que las limitaciones de un Linterna Verde, Firestorm sólo puede crear elementos "conductibles" cuyo funcionamiento pueda ser comprendido por la matriz de Firestorm. A diferencia de las creaciones de un Linterna Verde, las alteraciones realizadas por Firestorm son permanentes a menos que las invierta. Después de la resurrección de Raymond durante Brightest Day, Firestorm ha adquirido la capacidad de cambiar "la conductividad" entre Ronnie y Jason a voluntad. Firestorm también ha demostrado la capacidad de volar a fantásticas velocidades (pero no registradas), para poder hacerse así mismo intangible, por lo que puede traspasar los objetos sólidos sin causarse daño o causárselo a nadie, así como para generar explosiones destructivas de energía en sus manos, y poder resistir niveles sobrehumanos de fuerza y resistencia a cualquier tipo de lesiones.

## Otras versiones
- Ronnie Raymond ha aparecido como Firestorm en el cómic spin-off basada en la serie animada Justice League Unlimited. Sus apariciones son en los números 3, 8 y 16.
- Según el Multiverso DC post-Crisis, un Ronnie Raymond de Tierra-37, y Nathaniel Adam se fusionaron para convertirse en "Quantum-Storm", un híbrido entre Capitán Atom y Firestorm. Ambos son posteriormente asesinados por Monarca, quien resultase el Capitán Atom de Nueva Tierra, que vivió momentáneamente la vida de un villano durante los sucesos de la serie Countdown.
- Según el Multiverso DC post-Crisis la versión de Firestorm de Tierra-12, una versión de Firestorm futurista es un descendiente del original.
- En Tierra-9, la Secret Society Nightwing utiliza agentes armados llamados Tropas Firestorm.
- La versión del Mundo Bizarro la fusión de Ronnie y Jason como Firestorm se muestra como uno de los superhéroes bizarros que conforman el mundo alterno en forma de cubo llamado el Mundo Bizarro. Debido a la disminución de la inteligencia de los habitantes del mundo cubo, Firestorm es habitado por un Firestorm que vive constantemente horrorizado por su cabello envuelto en llamas.
- En la realidad alternativa de Flashpoint, Ronald Raymond y Jason Rusch son el actual Firestorm. Su amigo, Jason es posteriormente asesinado por Heatwave en un intento por ocupar su lugar en la Matriz de Firestorm, pero es derrotado por Cyborg.

## En otros medios

### Televisión

#### Animación
- La encarnación de Firestorm apareció en algunas ocasiones en la serie animada de los Super Amigos, en la cual aparecía Ronnie Raymond y el profesor Stein como el héroe invitado en los episodios de la serie, e incluso se le vio con más frecuencia en la temporada Super Amigos: El Legendario Programa de los Super Poderosos y en la última temporada de El Equipo de Super Poderosos: Guardianes Galácticos.

- Firestorm también apareció con el profesor Martin Stein y Ronnie Raymond en la serie de televisión Liga de la Justicia Ilimitada. El escritor / productor Dwayne McDuffie dijo que los productores tenían permiso de DC Comics para usar el personaje, pero los creadores del programa no pudieron inventar una historia que les gustara, y revelaron en la revista Wizard # 197 que los productores tenían la intención de usar la versión de Ronnie Raymond / Martin Stein como el personaje principal del episodio "The Greatest Story Never Told", pero fue reemplazado por Booster Gold.[9]

- La versión de Jason Rusch / Ronnie Raymond ha aparecido en la serie animada Batman: The Brave and the Bold, con la voz de Tyler James Williams (Jason Rusch) y Bill Fagerbakke (Ronnie Raymond). Esta versión consistía en el cuerpo y la mente del joven inteligente Jason Rusch fusionado con el músculo del profesor de ciencias / ex deportista Ronnie Raymond. El productor James Tucker dijo que "el chico inteligente tiene el cuerpo y tiene a este tipo tonto en la cabeza diciéndole cosas... es una especie de cambio total del Firestorm original".[10] Introducido en "¡Un murciélago dividido!", El joven Jason y su entrenador Ronnie asisten a un viaje de estudios en una planta nuclear. Los dos quedan atrapados en medio del nuclear supercargado Doctor Doble X y se fusionan por accidente. Después de recibir un traje de contención por parte de Batman, Jason y Ronnie usan sus habilidades para detener al Doctor Doble X. Jason decide el nombre de 'Firestorm' en la escena final del episodio a pesar de que a Ronnie le gusta el nombre de 'Flame Dude'. Firestorm aparece en "El asedio de Starro!" participa en el grupo de héroes de Batman con Booster Gold, Capitán Marvel y Bestia B'wana para luchar contra Starro. Firestorm se da cuenta de que un anfitrión puede ser liberado sobrecargando el clon de Starro con energía. Cuando Billy Batson grita '¡Shazam!' y el rayo golpea a Starro, Firestorm se le ocurre la idea de usar el rayo para la derrota inicial de Starro. Firestorm luego pelea junto a muchos otros superhéroes para derrotar a la forma de titán de Starro. Firestorm regresa en el teaser de "Darkseid Descending!", ayudando a Batman a detener a Killer Frost (Louise Lincoln), la exnovia de Ronnie.

- Franz Drameh y Victor Garber repiten sus papeles como Jefferson Jackson y Martin Stein en la serie web Vixen.

- La versión de Ronnie Raymond / Martin Stein de Firestorm aparece en Justice League Action, con la voz de P. J. Byrne. La historia del origen es muy similar al origen clásico. Cuando Stein acababa de encender un reactor nuclear, algunos delincuentes entraron para robar plutonio. Los criminales habían secuestrado a Ronnie de un viaje de campo como rehén. Los delincuentes decidieron arrojar unas granadas para hacer estallar el reactor. En la explosión, Ronnie y Stein se fusionaron, creando a Firestorm. Firestorm aparece por primera vez en "Nuclear Family Values", donde Firestorm tenía que evitar que la Familia Nuclear hiciera explotar una planta nuclear. Con la guía de Martin, Firestorm pudo encogerlos. Luego, Firestorm es reclutado en la Liga de la Justicia. En el episodio "Freezer Burn", Firestorm trabaja con Batman donde luchan contra el Sr. Frío, que está congelando Gotham City con una pistola de congelación especial en una aeronave que funciona con Killer Frost (Caitlin Snow). En el episodio "Field Trip", Firestorm, Blue Beetle y Stargirl reciben un recorrido por la Fortaleza de la Soledad de Superman cuando el General Zod, Ursa y Quex-Ul son liberados accidentalmente. Con Superman incapacitado, Firestorm con la guía de Martin trabaja para hacer Kryptonita mientras Blue Beetle y Stargirl luchan contra el grupo de Zod. Firestorm transmuta parte del hielo en kryptonita lo que debilita a los villanos kryptonianos. En el episodio "Double Cross", Firestorm ayuda a Batman y Hombre Plástico en su plan para detener a Deadshot. El episodio "The Cube Root" reveló que Martin era un excompañero de cuarto de la universidad del ex niño prodigio Michael Holt.

#### Acción en vivo
Firestorm ha aparecido recientemente en la serie televisiva de The CW, Arrowverso, con Ronnie Raymond interpretado por Robbie Amell, Ronnie Raymond aparece por primera vez en la serie de 2014 The Flash, con el profesor Martin Stein como las dos mitades. Ronnie es ingeniero en S.T.A.R. Labs y el prometido de Caitlin, mientras que el profesor Stein es el creador de la matriz F.I.R.E.S.T.O.R.M. Se presume que Ronnie falleció por la explosión del acelerador de partículas mientras salvaba la vida de sus compañeros de trabajo. Sin embargo, sobrevivió y se fusionó con Stein, teniendo la matriz en sus personas, para convertirse en la entidad más tarde llamada Firestorm. Los dos pasan meses atrapados juntos, con Stein al mando principal de Firestorm, hasta que Caitlin descubre información de Jason Rusch (Luc Roderique), el antiguo asistente de Stein, Harrison Wells logra separar a los dos y finalmente aprenden a controlar sus poderes compartidos. Se filmó una escena que presenta la capacidad de Firestorm para manipular la materia, pero finalmente se cortó debido a limitaciones de tiempo. Cuando una singularidad amenaza en Ciudad Central, Firestorm vuela para interrumpir la singularidad, provocando la separación de las mitades, pero Barry Allen sólo puede recuperar a Stein mientras se presume que Ronnie está muerto. Después de la muerte de Eddie y Ronnie, el profesor Stein se convierte en miembro del Equipo Flash como asesor científico del grupo. Finalmente, Stein comienza a mostrar síntomas de que la matriz Firestorm se ha vuelto inestable sin un compañero, poniendo en peligro su vida. Cuando el Equipo Flash busca un posible candidato entre las personas que se han visto afectadas por la explosión de materia oscura de manera similar y que también poseen el mismo tipo de sangre, Jax Jackson finalmente se convierte en el nuevo socio. Una ex estrella de fútbol de la escuela secundaria (como Ronnie en los cómics), Jax se lesiona por la explosión del acelerador de partículas, terminando su carrera universitaria antes de comenzar. Jax duda al principio de convertirse en la nueva mitad de Firestorm, pero acepta cuando el único otro candidato usa los poderes para vengarse. Jax y Stein luego abandonan Ciudad Central para entrenar en el uso de sus poderes de Firestorm. Cuando Barry, Cisco y Harry Wells viajan a la Tierra-2, se encuentra Deathstorm (la contraparte de la Tierra-2 de Ronnie Raymond). Además de ser la pareja de Killer Frost, Deathstorm tiene el control de Ronnie, ya que no ha dejado salir a su compañero en años y ya no puede escucharlo. Cuando Deathstorm y su jefe Reverb casi matan a Barry, Zoom mata tanto a Reverb como a Deathstorm, dejando a Killer Frost llorando por la muerte de Ronnie.

### Videojuegos

#### Lego
- La versión de Ronnie Raymond / Martin Stein de Firestorm aparece como un personaje jugable en Lego Batman 3: Beyond Gotham, con la voz de Nolan North.
- La encarnación de la Tierra-3 de Martin Stein como Deathstorm aparece como uno de los antagonistas centrales en Lego DC Super-Villains, con la voz de Lex Lang.[15][16]